# Bertoglio Glacier
Bertoglio Glacier är en glaciär i Antarktis. Den ligger i Östantarktis. Nya Zeeland gör anspråk på området. Bertoglio Glacier ligger 358 meter över havet.
Terrängen runt Bertoglio Glacier är varierad, och sluttar brant österut. Trakten är obefolkad. Det finns inga samhällen i närheten. 